# Гигиенический душ

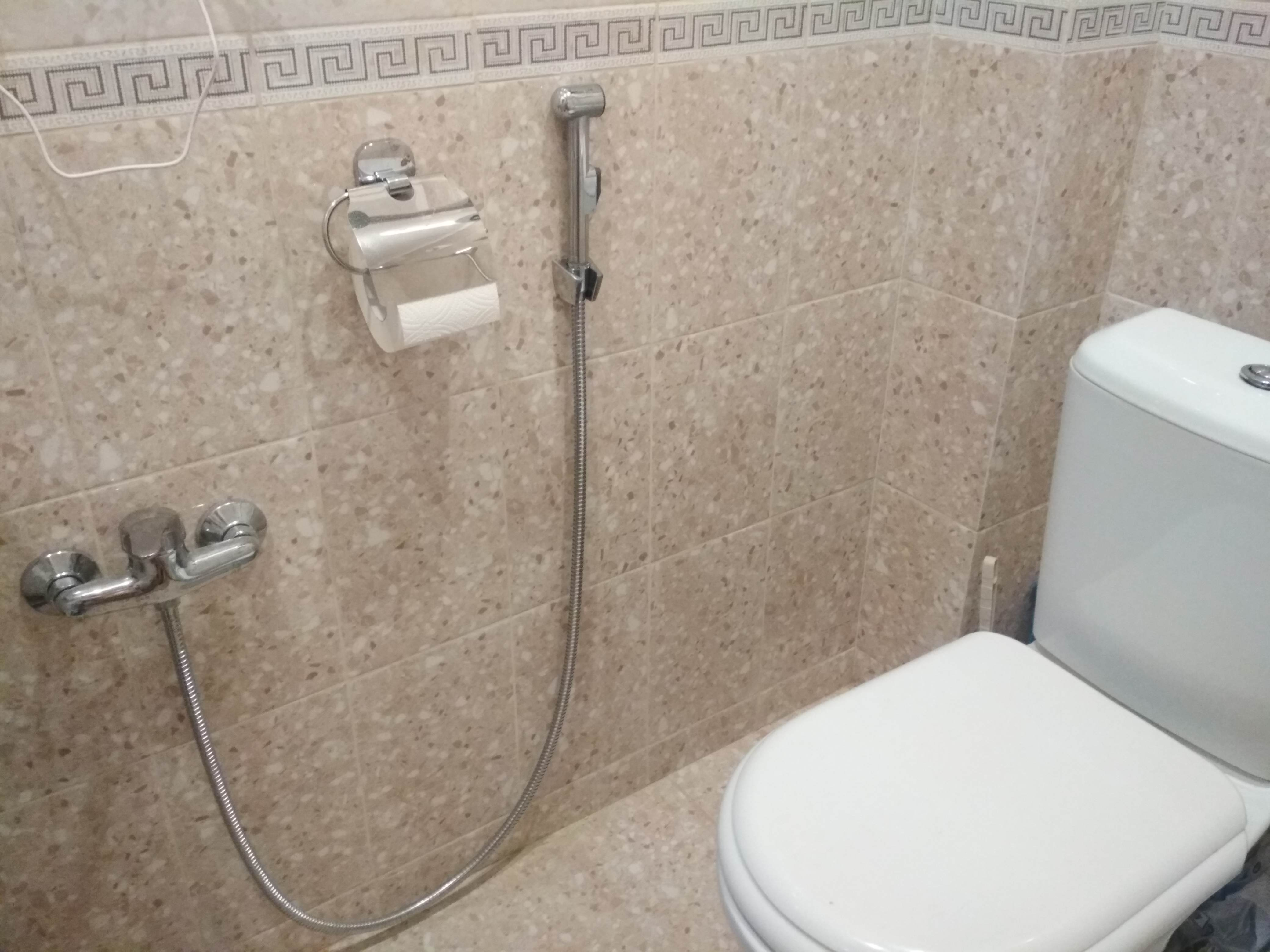

Гигиенический душ (гигдуш, гигдушевая лейка) — это ручной душ с компактной лейкой на шланге для очищения ануса и гениталий после дефекации или мочеиспускания, а также для очистки унитаза от разводов липкого жирного кала. Устанавливается рядом с унитазом и оснащен кнопкой включения, подключается и к холодному, и к горячему водоснабжению, имеет регулировку температуры для того чтобы гигиеническая процедура была максимально комфортной и безопасной. По общему мнению, изобретен тайцем, живущим в США, который приспособил кухонный опрыскиватель для раковины к туалету. 

## Описание
Это источник воды для людей, которые предпочитают использовать воду вместо других методов очищения после дефекации или мочеиспускания.  Душ является более гигиеничной и компактной альтернативой традиционным источникам воды для очищения, таким как биде, медная кастрюля, ведро или кружка. Использованная вода от душа уходит в унитаз. 

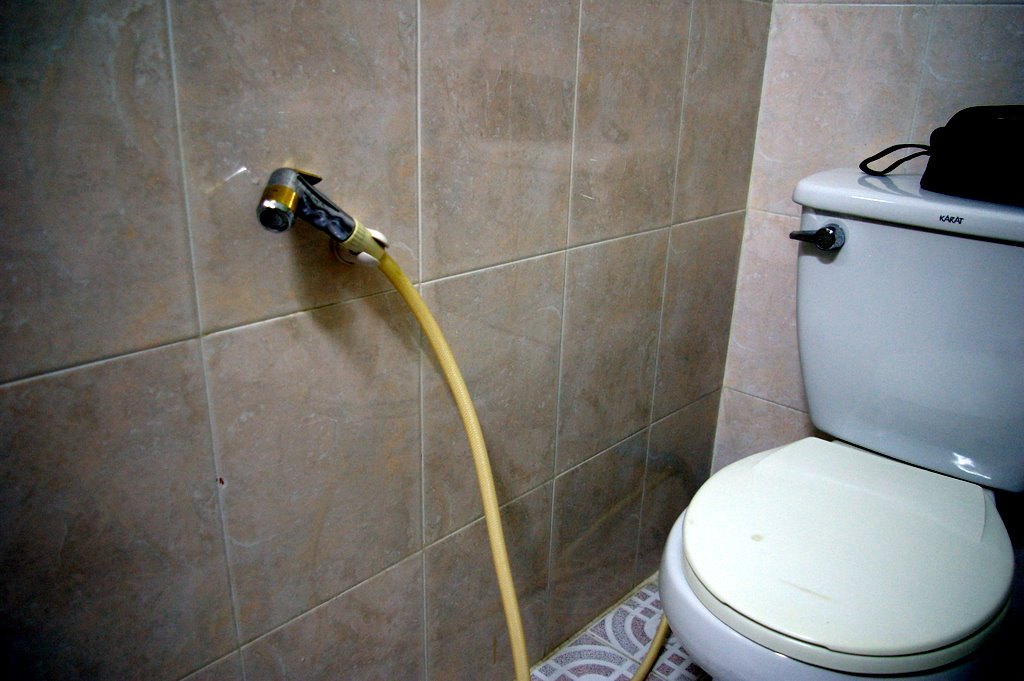
Типичная установка душа в туалетной комнате
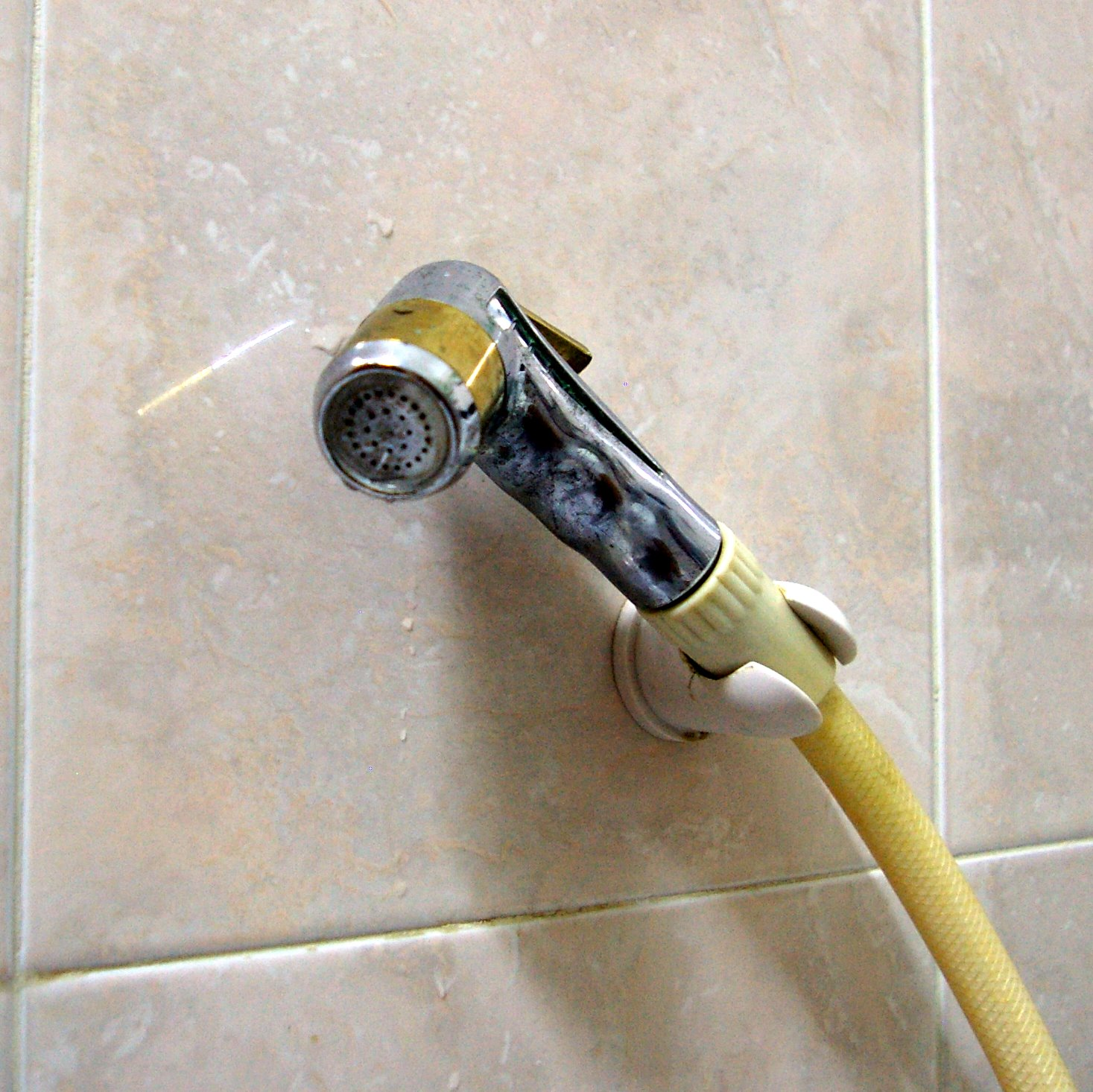
Лейка крупным планом
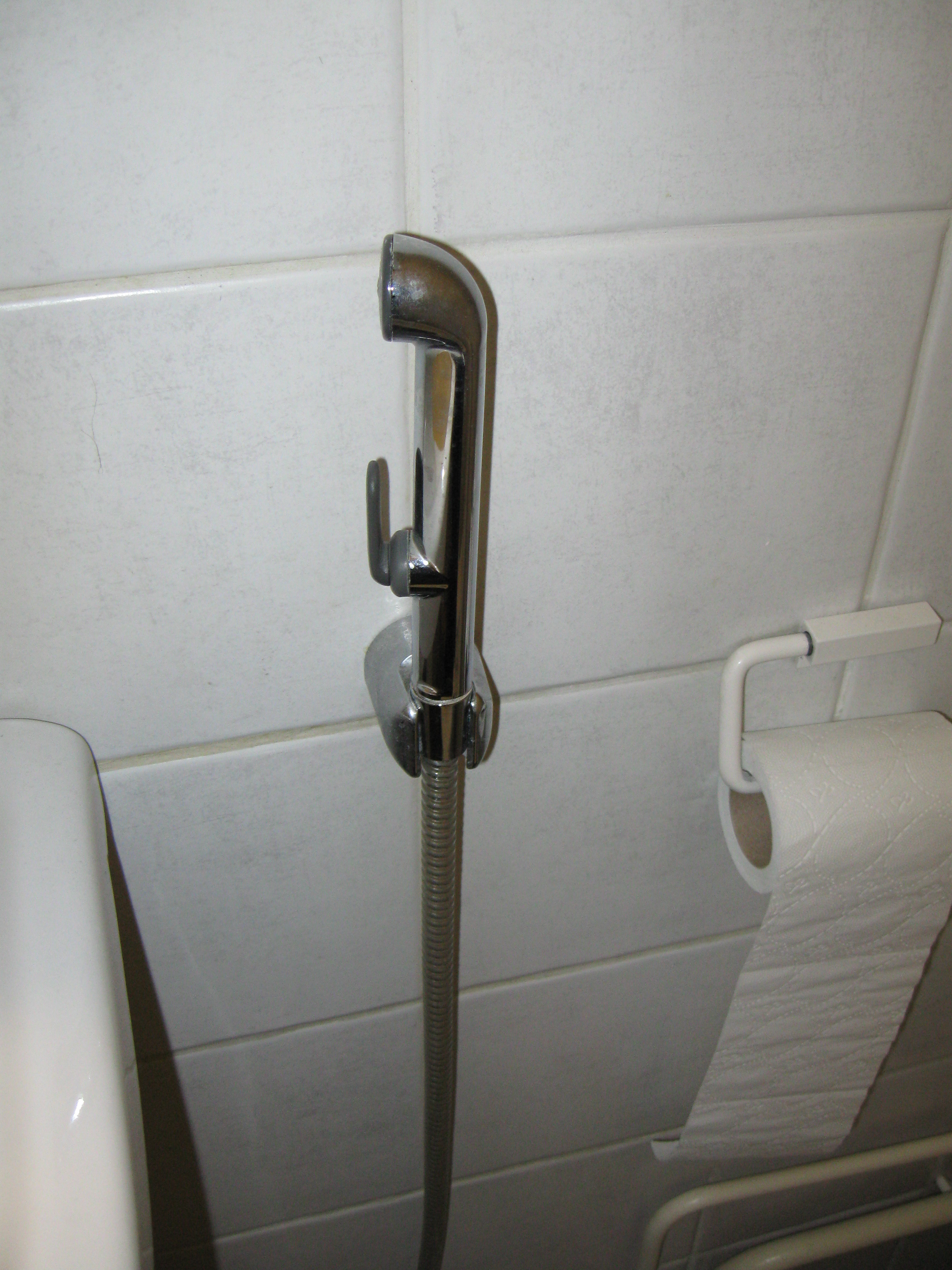
Финская модель производства Oras
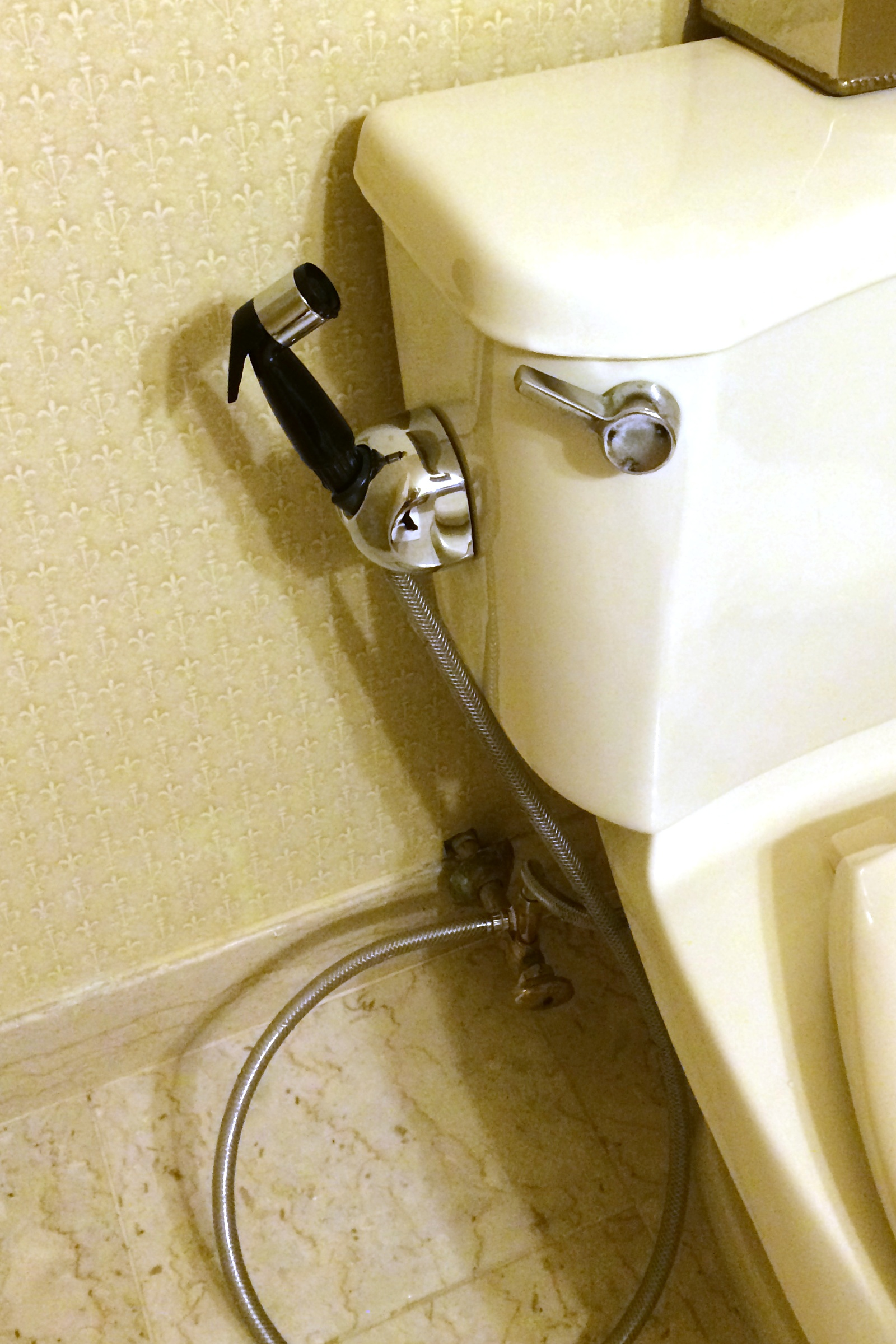
Гигиенический душ в отеле Waldorf Astoria New York

## Использование
Пользователь берет кран правой рукой и включает струю нажатием кнопки большим или указательным пальцем, направляет струю воды на задний проход или гениталии, чтобы очистить эти области после туалета. 
У некоторых моделей есть и вторая кнопка, с помощью которой подаётся струя высокого давления из отдельного сопла. Эта функция предназначена только для очистки унитаза (вместо щëтки, это более гигиеничный способ очистки), такой струëй нельзя мыть причинные места. 

## Распространение
Гигиенический душ распространен во всех преимущественно исламских странах и в большинстве частей Азии, где вода считается необходимой для анального очищения. В эти страны входит Индия, Непал, Пакистан, Египет, Китай, Иран, Мальдивы, Бангладеш, Бразилия, Саудовская Аравия, Объединенные Арабские Эмираты, Индонезия, Малайзия, Филиппины, Шри-Ланка, Таиланд, Сингапур, Вьетнам и Камбоджа. В этих странах он обычно устанавливается в туалетах в западном стиле. В Таиланде это обычное явление как для туалетов западного типа, так и для напольных туалетов. Оно настолько повсеместно, что тайские парламентарии возмутились тому, что туалеты в новом здании парламента не были оборудованы гигиеническим душем.  Гигиенический душ чем-то напоминает японские электронные биде. 
Гигиенический душ используют мусульмане в мусульманских странах, в арабском мире, а также в Азии для очистки после посещения туалета.   Здесь вода обычно используется вместо туалетной бумаги или вместе с ней для очистки после дефекации. 
Биде распространено в преимущественно католических странах, где вода считается необходимой для анального очищения  В Европе биде используется, например, в Финляндии и Эстонии.  Биде - более распространенная сантехника во многих странах Южной Европы. 
Средний американец использует 50 фунтов (около 22,6 кг) туалетной бумаги каждый год; по оценкам, на каждый рулон приходится 37 галлонов (около 140 литров) воды и еще 1,6 галлона (около шести литров) для смыва.  Популярность биде растет из-за влияния туалетной бумаги и влажных салфеток на окружающую среду. 